# Zatoka Admiralicji

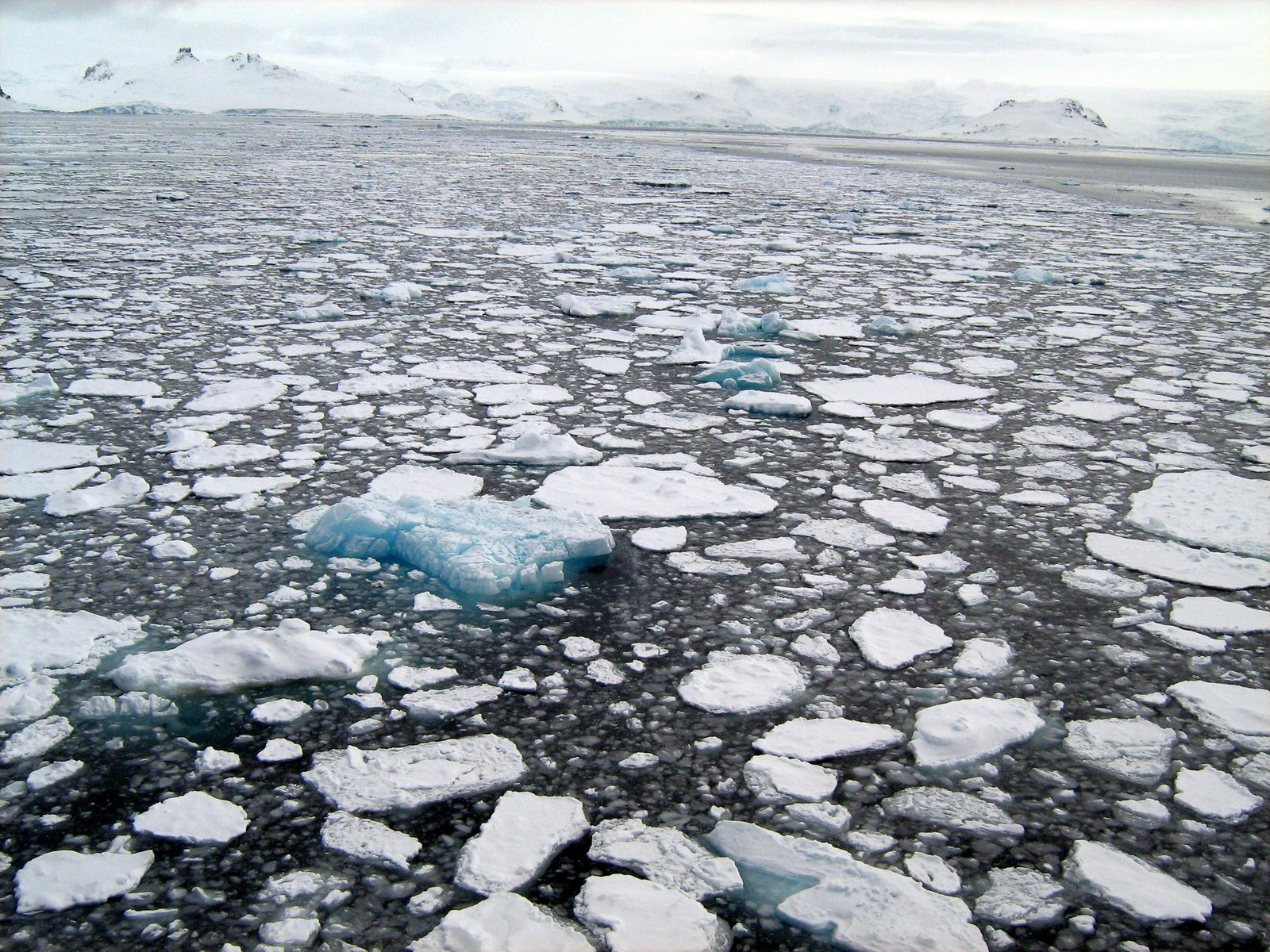
Zatoka Admiralicji pokryta pakiem lodowym

Zatoka Admiralicji (ang. Admiralty Bay, hiszp. Bahía Almirantazgo (nazwa chilijska) lub Bahía Lasserre (nazwa argentyńska)) – największa zatoka w archipelagu Szetlandów Południowych. Zatoka wcina się w Wyspę Króla Jerzego na ok. 17 km, ma 8 km szerokości przy ujściu do Cieśniny Bransfielda oraz 122 km² powierzchni.

## Geografia
Zatoka w części północnej dzieli się na trzy fiordy, są to Ezcurra Inlet, Zatoka Mackellara i Zatoka Martela; są to zalane wodami oceanu doliny wiszące, uchodzące do centralnej części Zatoki. Zatoka Admiralicji zawiera też liczne pomniejsze zatoki, m.in. Zatoka Arctowskiego, Zatoka Półksiężyca, Zatoka Suszczewskiego, Zatoka Staszka, Rajska Zatoka, Zatoka Włodka, Zatoka Geofizyków, Zatoka Spery. Na zatoce znajduje się kilka wysp, z których największe to Wyspa Dufayela i Wyspa Chabriera. Średnia głębokość zatoki wynosi 201,7 m, a maksymalna ok. 530 m.
Na wybrzeżach zatoki rozlokowano stacje polarne całoroczne: polską Arctowskiego i brazylijską Comandante Ferraz oraz sezonową (letnią) peruwiańską Machu Picchu.
Zatokę obejmuje Szczególnie Zarządzany Obszar Antarktyki (ASMA) nr 1, a jej południowo-zachodnie wybrzeże zatoki chronione jest jako Szczególnie Chroniony Obszar Antarktyki (ASPA) nr 128 „Zachodni brzeg Zatoki Admiralicji”.
Zatoka została nazwana Admiralty Bay w czasie wyprawy z lat 1820-22, przez brytyjskiego kapitana George’a Powella, na cześć brytyjskiej Komisji Admiralicji (Board of Admiralty). Nazwa chilijska Bahía Almirantazgo nadana została w 1947.